# Episodi di I fiumi di porpora (quarta stagione)
La quarta stagione della serie televisiva I fiumi di porpora (Les Rivières pourpres) è composta da 4 episodi. È stata trasmessa in Francia dal 19 settembre al 10 ottobre  2022 su France 2. In Francia gli episodi sono stati divisi in due parti per poter inserire messaggi pubblicitari, essendo vietate le interruzioni pubblicitarie sui canali del servizio pubblico.
In Italia la quarta stagione viene trasmessa in prima visione su Rai 4 ogni mercoledì in prima serata dal 16 ottobre al 6 novembre 2024.
| nº | Titolo originale  | Titolo italiano | Prima TV Francia  | Prima TV Italia |
| -- | ----------------- | --------------- | ----------------- | --------------- |
| 1  | Kovenkore         | Kovenkore       | 19 settembre 2022 | 16 ottobre 2024 |
| 2  | Anima Obscura     | Anima Obscura   | 26 settembre 2022 | 23 ottobre 2024 |
| 3  | La dernière vague | L'ultima onda   | 3 ottobre 2022    | 30 ottobre 2024 |
| 4  | La scène          | La scena        | 10 ottobre 2022   | 6 novembre 2024 |

## Kovenkore
- Titolo originale: Kovenkore
- Diretto da: David Morley
- Scritto da: Olivier Prieur

### Trama
- Altri interpreti: Baptiste Sornin (Michaël), Diane Dassigny (Emma), Hubert Delattre (Éric), Benjamin Georjon (Christian), Francesco Mormino (Jacques), Catherine Grosjean (Nathalie), Olivia Carrere (Élise), Luc Brugmagne (Droghiere), Hassiba Halabi (Samia), Serge Swysen (Sig. Doucet), Colette Sodoyez (Sig.ra Doucet), Jacky Druaux (Sig. Garal), Caroline Bouchoms (Charline), Martin Verset (Colin, 10 anni), Emile Altenloh (Lucas), Brigitte Louveaux (Abitante del villaggio)

## Anima Obscura
- Titolo originale: Anima Obscura
- Diretto da: David Morley
- Scritto da: Thomas Mansuy, Mathieu Leblanc

### Trama
Nella prestigiosa Accademia d'Arte Malpas, che sorge isolata ai margini di una foresta, una delle studentesse viene uccisa. La ragazza è stata ripetutamente colpita con un'arma da taglio, dissanguata e messa il posa per essere ritratta su tela con il suo stesso sangue.
Alla prima uccisione ne seguono altre analoghe, e uno studente scompare. I sospetti si addensano attorno all'algida e affascinante Ariane Maubert, una docente dell'Accademia. Più nota come Lilith, la donna è una famosa pittrice che ha dato vita al movimento "Anima Obscura", con l'intento non di dipingere il corpo umano, quanto piuttosto ciò che esso contiene di tenebroso e nascosto. L'indagine tuttavia dimostrerà che Ariane è vittima di un piano contorto, e dunque non è lei la vera colpevole.
Intanto Camille, stanca degli orrori con i quali il suo lavoro la mette in contatto, progetta di lasciare la squadra. Alla fine però il senso del dovere le farà cambiare idea.
- Altri interpreti: Cyrielle Debreuil (Ariane Maubert), Anaël Snoek (Dr. Klein), Grégoire Œstermann (Josserand), Jérémy Gillet (Mathias), Ayumi Roux (Zoé), Marc Nasrallah (Alban), Claude Musungayi (Becker), Melvine Batakafua (Paul), Celine Beutels (Gaïa), Esther Aflalo (Caposala), Alice D'Hauwe (Commessa), Jean-Paul Landresse (Venditore in pensione)

## L'ultima onda
- Titolo originale: La dernière vague
- Diretto da: Akim Isker
- Scritto da: Jean-Christophe Grangé

### Trama
- Altri interpreti: Nicolas Cazalé (Philippe Cernac), Nadia Kaci (Yamina Sauvaire), Kamel Isker (Patrick Dauphin), Francis Renaud (Nicolas Leroy), Moussa Maaskri (Montfort), Sandy Afiuni (Chloe Destiennes), Heza Botto (Malglaive), Bruce Dombolo (un prigioniero), Rachid El Hajaoui (un prigioniero), Stanislas Elhaik (un prigioniero), Charley Fouquet (Sylvie Guerin), Arthur Igual (Giacomo), Benjamin Jaouen (Capitano Tesson), Frédéric Kneip (Dottor Herbin), Thierry Levaret (Fresnay), Julie Moulier (Raph)

## La scena
- Titolo originale: La scène
- Diretto da: Arnaud Mercadier
- Scritto da: Rafaël Luc

### Trama
L'ex collega Chloé chiede l'aiuto di Camille per il più recente caso di cui si sta occupando. È stato ritrovato il cadavere di una ragazza, drogata e strangolata, e l'omicidio presenta analogie con un altro delitto di cui quindici anni prima è stato accusato il padre della stessa  Chloé; l'uomo però è rinchiuso in un istituto psichiatrico e dunque non può essere l'attuale colpevole.
La vittima lavorava come scenografa in una galleria d'arte specializzata in opere provocatorie e trasgressive ed era lei stessa una donna molto libera; l'indagine finisce per orientarsi in direzione degli ambienti del candaulesimo e del voyeurismo. Il principale sospettato diventa Nicolas Merck, il fotografo autore della più recente esposizione di cui la vittima si era occupata.
La situazione si complica quando Camille scompare e viene poi ritrovata legata e imbavagliata su una seconda scena del crimine; questa volta la vittima è la compagna di Chloé. La cosa provoca l'arrivo di Niémans, sino a quel momento tenuto completamente all'oscuro da Camille riguardo l'intera indagine. Unendo le forze, i due riescono a fare chiarezza, consegnando a Chloé tutte le verità del presente e del passato.
- Altri interpreti: Marie Kauffmann (Chloé), Sigrid Bouaziz (Eva), Florence Thomassin (Nicole), Jean-Michel Lahmi (Sylvain Maune), Christine Urspruch (proprietario del Bar'Ouf), Louis-Do de Lencquesaing (Vincent Guerin), Michaël Assié (Mathieu Malvel), Yadicone Bassene (tecnico scientifico della polizia e medico legale), Jeff Bigot (agente), Elise Dël Aného (Maud Zeme), Julien Ellenrieder (commissario Henri Varene), Sophie Kang (fisioterapista), Olivier Lanchy, Gwendal le Bouedec (giovane uomo), Jean-Louis Loca (Nicolas Merck), Grégoire Mesplomb (Martin)